# Стодолище (Могилёвская область)
Стодо́лище (бел. Стадолішча) — деревня в составе Запольского сельсовета Белыничского района Могилёвской области Республики Беларусь. Население — 19 человек (2009).

## География

### Расположение
В 36 км на юго-запад от Белынич, в 29 км от железнодорожной станции Друть (на линии Могилёв — Осиповичи), в 72 км от Могилёва.

## Транспортная система
Транспортная связь по просёлочной дороге, затем по автодороге Могилёв — Минск. Планировка линейная. Застройка деревянными домами усадебного типа.

## История
В 1897 году — усадьба, 3 двора, 14 жителей, в Довжанской волости Игуменского уезда Минской губернии. Рядом был фольварк Александровка (он же Стодолище) (2 двора, 18 жителей). С февраля до октября 1918 года оккупирована германской армией.
В 1930 году организован колхоз имени В. И. Ленина. В Великую Отечественную войну с начала июля 1941 года до 29 июня 1944 года оккупирована немецко-фашистскими захватчиками.
В 1986 году — в составе совхоза «Падевичи» с центром в деревне Заполье.

## Население

### Численность
- 2009 год — 19 жителей.

### Динамика
- 1897 год — 3 двора, 14 жителей; в фольварке — 2 двора, 18 жителей.
- 1907 год — 33 двора, 301 житель.
- 1959 год — 112 жителей.
- 1970 год — 92 жителя.
- 1986 год — 37 жителей.
- 2002 год — 13 дворов, 29 жителей[2].
- 2007 год — 12 дворов, 19 жителей.
- 2009 год — 19 жителей.